# ماکسیم شاتام
ماکسیم شاتام (به فرانسوی: Maxime Chattam) رمان‌نویس قرن بیستم میلادی اهل فرانسه است.